# Cadran bifilaire

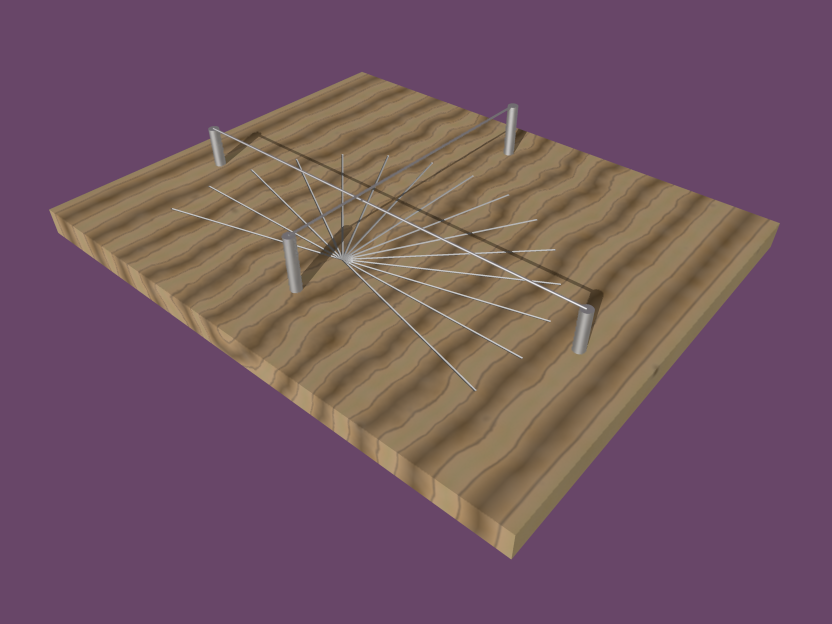
Cadran bifilaire

Inventé en 1922 par le mathématicien allemand Hugo Michnik, le cadran bifilaire est un modèle de cadran solaire qui présente la particularité d'indiquer l’heure par l'intersection de l’ombre de deux fils parallèles au plan du cadran et non sécants, formant entre eux un certain angle (droit ou non).
Il existe plusieurs possibilités de cadrans bifilaires

## Cadran bifilaire horizontal
C'est le modèle qu'a découvert et étudié Hugo Michnik.

Un premier fil {\displaystyle f_{1}\,} est orienté Nord-Sud et est situé à une distance constante {\displaystyle h_{1}\,} du plan horizontal {\displaystyle \Pi \,} du cadran.

Un second fil {\displaystyle f_{2}\,} est orienté Est-Ouest et est situé à une distance constante {\displaystyle h_{2}\,} du plan {\displaystyle \Pi \,} (remarquer que {\displaystyle f_{2}\,} est perpendiculaire à {\displaystyle f_{1}\,} et est situé dans le plan du méridien).

Appelons respectivement {\displaystyle ({\mathcal {D}}_{1})} et {\displaystyle ({\mathcal {D}}_{2})} la projection des fils {\displaystyle f_{1}\,} et {\displaystyle f_{2}\,} sur le plan {\displaystyle \Pi \,}, et {\displaystyle O\,} leur intersection.

Définissons pour axe des abscisses Ox la droite {\displaystyle ({\mathcal {D}}_{2})} orientée vers l'Est, et pour axe des ordonnées Oy la droite {\displaystyle ({\mathcal {D}}_{1})} orientée vers le Nord.
On peut montrer que si la position du soleil dans le ciel est connue et définie par ses coordonnées horaires {\displaystyle t_{\odot }} et {\displaystyle \delta \,} (respectivement angle horaire et déclinaison), alors les coordonnées {\displaystyle x_{I}\,} et {\displaystyle y_{I}\,} du point {\displaystyle I\,}, intersection des ombres des 2 fils sur le plan {\displaystyle \Pi \,} du cadran, valent respectivement :

{\displaystyle \varphi } étant la latitude du lieu où est situé le cadran.

En éliminant la variable {\displaystyle \delta \,} entre les deux relations précédentes, on obtient une équation reliant {\displaystyle x_{I}\,} et {\displaystyle y_{I}\,} et qui donne, en fonction de la latitude {\displaystyle \varphi } et de l'heure solaire (qui est l'angle horaire {\displaystyle t_{\odot }} du soleil), l'équation de la courbe horaire associée à une heure solaire donnée ; sous sa forme la plus simple à interpréter, cette équation peut s'écrire :

Cette relation montre que les courbes horaires sont des segments de droite et que les droites qui les portent passent toutes par le point {\displaystyle C\,} de coordonnées : 

En outre, si l'on s'arrange pour que les deux hauteurs {\displaystyle h_{2}\,} et {\displaystyle h_{1}\,} soient telles que l'on ait : 

| {\displaystyle h_{2}=h_{1}\sin \varphi \quad } |

alors l'équation des lignes horaires s'écrit très simplement :

ce qui signifie qu'à tout moment, l'intersection {\displaystyle I\,} des ombres des 2 fils sur le plan {\displaystyle \Pi \,} du cadran est telle que l'angle {\displaystyle {\widehat {OCI}}} est égal à l'angle horaire {\displaystyle t_{\odot }} du soleil et donc à l'heure solaire.

Ainsi, la particularité remarquable de ce type de cadran solaire bifilaire horizontal (qui respecte la condition {\displaystyle h_{2}=h_{1}\sin \varphi \quad }) est que les courbes horaires correspondant à une heure solaire donnée sont des demi-droites passant toutes par le point {\displaystyle C\,} et que les 13 demi-droites correspondant aux heures successives 6 h, 7 h, 8 h, 9 h ... 15 h, 16 h, 17 h, 18 h sont régulièrement espacées d'un angle constant de 15°. Cette propriété s'appelle l'homogénéité des lignes horaires (suivant la terminologie proposée par Dominique Collin).
Un tel cadran bifilaire (horizontal et respectant la condition {\displaystyle h_{2}=h_{1}\sin \varphi \quad }) présente une autre propriété remarquable : il peut être déplacé le long d'un même parallèle (latitude constante) sans nécessiter la moindre modification dans le tracé des lignes horaires et des arcs diurnes.

## Cadran bifilaire vertical
Dominique Collin a cherché à étudier toutes les variantes possibles de cadran bifilaire et s'est spécialement intéressé au cas d'un cadran bifilaire à plan vertical, puisque c'est, dans le cas des cadrans solaires classiques, le type le plus fréquent.
Il a établi que l'on peut concevoir un cadran bifilaire vertical dans lequel les fils sont, comme dans le cas particulier étudié par H. Michnik, parallèles au plan du cadran, sans être nécessairement orthogonaux ; plus précisément, il a montré que la propriété d'homogénéité des lignes horaires reste conservée si l'on respecte deux conditions qui s'expriment par deux formules mathématiques (liées entre elles) :
- l'une concerne l'angle que font entre elles les directions des deux fils (angle qui est droit dans le cas étudié par H. Michnik)
- l'autre concerne les distances respectives des 2 fils au cadran.

Les formules obtenues ne sont pas identiques à celles établies par Michnik, même si l'on choisit de garder les fils perpendiculaires entre eux (ce qui s'explique par le fait de la position différente du cadran dans l'espace).
Ce cadran bifilaire généralisé peut être posé sur un mur vertical d'orientation quelconque mais, en ce qui concerne le tracé des lignes horaires homogènes, Dominique Collin suggère de ne les dessiner que si ce mur est orienté à peu près vers le sud (cadran vertical pas trop déclinant) ; sinon, outre que le tracé général est peu esthétique, la lecture de l'intersection des ombres des 2 fils est trop imprécise.

## Cadran bifilaire incliné déclinant
Ce type de cadran n'a pas été étudié de façon aussi systématique que celui des cadrans verticaux mais il semble, d'après F. W. Sawyer (voir la référence ci-dessous) que l'on puisse conserver la propriété d'homogénéité des lignes horaires : il existe, comme dans le cas des cadrans bifilaire verticaux, deux relations à respecter portant sur l'orientation et la position des fils, mais celles-ci restent toutefois à établir...